# Jan Urban
Jan Urban (Jaworzno, Polonia, 14 de mayo de 1962) es un exfutbolista y entrenador polaco que jugó como delantero centro en los años 1980 y 1990, destacando especialmente en el Górnik Zabrze y el CA Osasuna. Actualmente dirige a la selección de Polonia.
Fue internacional con Polonia, con la que participó en el Mundial de 1986. Es padre del también futbolista Piotr Urban.

## Trayectoria

### Como jugador
Criado en el seno de una humilde familia minera, Jan Urban inició su carrera en su ciudad natal, con el Victoria Jaworznose. Durante años compaginó el fútbol con varios empleos, como el de mecánico o chófer. Militó cuatro campañas en el Zagłębie Sosnowiec, hasta que en 1985 fichó por el Górnik Zabrze, donde consiguió los mayores éxitos de su carrera: tres Ligas y una Supercopa. 
Su buen rendimiento en el equipo de Zabrze le abrió las puertas de la selección polaca y de una liga más competitiva como la española. Así, en agosto de 1989 firmó por el Club Atlético Osasuna, donde pronto se convirtió en uno de los jugadores más destacados y carismáticos del equipo. En su primera campaña anotó ocho goles en 35 partidos, registro que aumentó la temporada 1990/91, con trece tantos en 34 encuentros. Entre estos, una de sus tardes más recordadas en Pamplona: el 30 de diciembre de 1990, cuando logró un hat trick y dio una asistencia en la victoria por 0-4 ante el Real Madrid en el Estadio Santiago Bernabéu. Gracias a estas actuaciones, el CA Osasuna firmó ese año una de las mejores campañas de su historia, con un cuarto puesto en la liga (en la temporada 2005/06 igualaría esta posición) y la clasificación para la Copa de la UEFA.
La siguiente temporada volvió a ser el máximo anotador de los rojillos con doce goles, que en esta ocasión sirvieron para evitar el descenso. Parte del mal rendimiento de los navarros en la liga estuvo motivado por su desgaste en la Copa de la UEFA, donde alcanzaron los octavos de final, tras dejar en la cuneta a equipos como el VfB Stuttgart, que ese mismo año se proclamó campeón de la Bundesliga. La eliminatoria contra los alemanes se resolvió en el encuentro de vuelta, en el Neckarstadion, donde Osasuna ganó por 2-3, en otra noche histórica para Urban, autor de dos de los goles del triunfo.
La campaña 1992/93 Urban formó dupla atacante con su compatriota Roman Kosecki, anotando siete tantos. La siguiente temporada perdió la titularidad en favor de otra pareja polaca: Ryszard Staniek y Jacek Ziober. El conjunto pamplonica completó ese año una pésima temporada y terminó descendiendo a Segunda División varias jornadas antes de finalizar la competición. Aunque Urban sólo anotó cinco goles, finalizó como el segundo máximo goleador del equipo.
La temporada 1994/95 disputó la primera vuelta de la liga en Segunda, sin contar apenas para el técnico Txetxu Rojo: jugó doce partidos y marcó tres goles, hasta que en el mercado de invierno el Real Valladolid le ofreció la posibilidad de volver a jugar en Primera División. En el equipo pucelano jugó medio año, retrasando su posición de delantero hasta reconvertirse en defensa central. Así pues, su aportación ofensiva fue discreta: sólo tres goles en 21 partidos, que no evitaron el descenso de los vallisoletanos, si bien luego el club fue respescado por la polémica ampliación de la Primera División a 22 participantes.
Pese a todo, el destino del delantero polaco estaba en Segunda División. Descartado por el Real Valladolid, encontró acomodo en el CD Toledo, con el que firmó en septiembre de 1995. A pesar de sus 33 años, en el club castellano completó una buena temporada, finalizando como segundo máximo anotador del equipo, con seis goles en 33 partidos. 
La temporada 1996/97 abandonó España para jugar en la segunda división alemana, en las filas del VfB Oldenburg. Se retiró un año más tarde, regresando la disciplina del Górnik Zabrze.

### Como entrenador

#### Inicios
Tras colgar las botas, la temporada 1998/99 regresó a Pamplona para iniciar su carrera en los banquillos. Empezó con los equipos juveniles del CA Osasuna, primero como asistente y luego como entrenador del equipo de la División de Honor, con el que se proclamó campeón de la liga de la categoría en 2001, un éxito sin precedentes en la historia del fútbol base de la entidad navarra.

#### Osasuna Promesas
Las temporadas 2003/04 y 2004/05 pasó a ser entrenador del filial, el Osasuna Promesas; y, posteriormente, pasó a la secretaría técnica del club, cargo que ocupó hasta que julio de 2007.

#### Legia de Varsovia
Entonces, aceptó una oferta para dirigir al Legia de Varsovia. En el equipo de la capital polaca logró dos subcampeonatos de Liga y una Copa en 2008, hasta ser destituido en marzo de 2010.
Paralelamente a su etapa en el Legia, fue ayudante técnico del seleccionador polaco, Leo Beenhakker, los meses previos a la Eurocopa 2008.

#### Zagłębie Lubin
El 10 de marzo de 2011, ficha por el Zagłębie Lubin, equipo de la Ektraklasa, la Primera división del fútbol polaco, hasta junio del 2012. En octubre de 2011 es cesado y fue relevado por Pavel Hapal como entrenador del Zaglebie Lubin, penúltimo clasificado del Campeonato Polaco.

#### Legia de Varsovia
Durante la temporada 2012-13, entrena de nuevo al Legia de Varsovia.

#### CA Osasuna
El 3 de julio de 2014, firma como nuevo técnico del primer equipo del CA Osasuna, recién descendido a la Segunda División de España. Fue destituido el 28 de febrero de 2015, tras una derrota que dejaba al conjunto navarro como 16º clasificado tras 26 partidos.

#### Lech Poznań

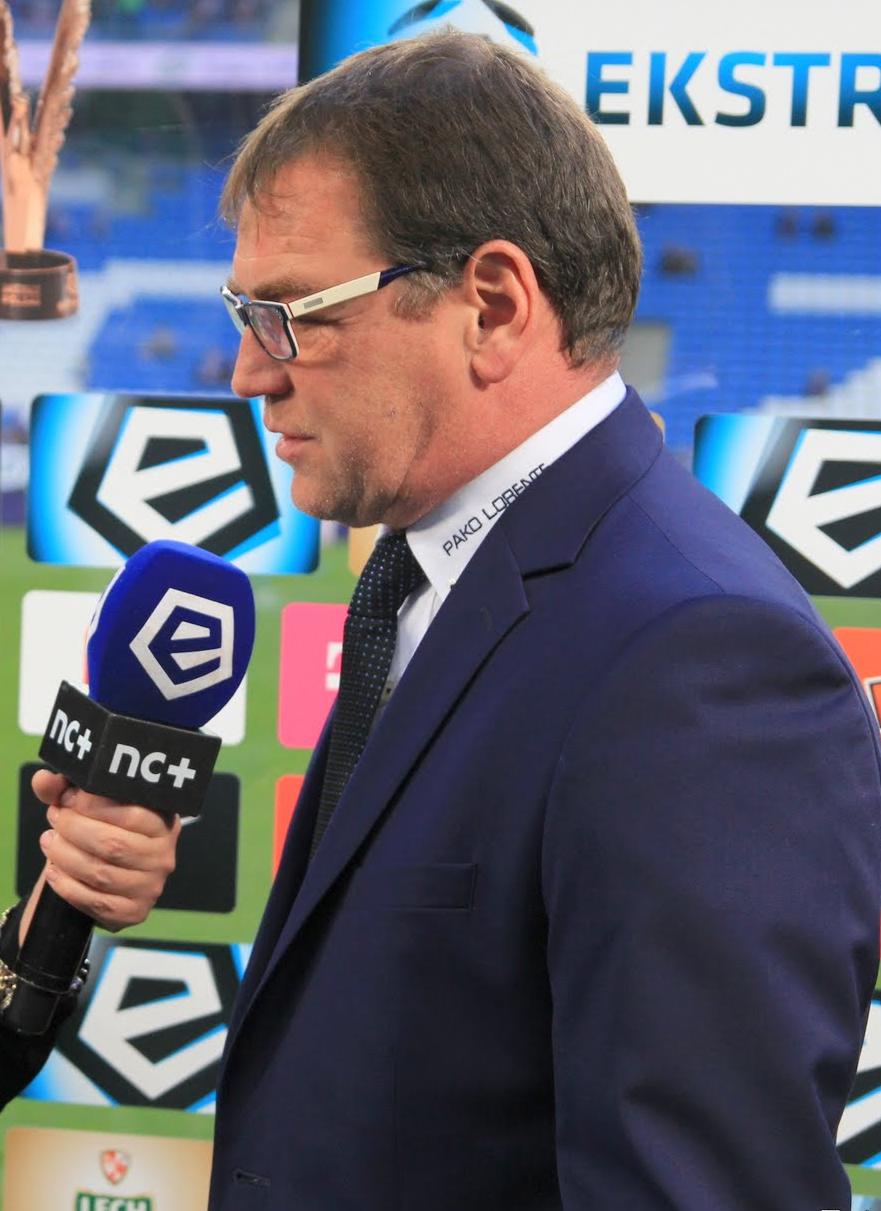
Urban en 2015

El 12 de octubre de 2015, firma como nuevo técnico del primer equipo del Lech Poznań. Fue subcampeón de Copa y ganador de la Supercopa en 2016, pero fue despedido el 29 de agosto de ese año.

#### Śląsk Wrocław
El 5 de enero de 2017, fue contratado por el Śląsk Wrocław. El 18 de febrero de 2018, fue despedido después de perder ocho de los últimos 13 partidos y fue reemplazado por Tadeusz Pawłowski.

#### Górnik Zabrze
El 27 de mayo de 2021, se anunció que asumiría inmediatamente la dirección técnica del Górnik Zabrze, sustituyendo a Marcin Brosz para la temporada 2021-22. El 14 de junio de 2022, se anunció su salida del club al día siguiente.
A pesar de su turbulenta salida del club, fue restituido en el cargo el 18 de marzo de 2023. A pesar del presupuesto limitado y las frecuentes ventas de jugadores de alto rendimiento, guio al club al sexto y quinto puesto de la liga, lo que lo llevó a ser vinculado con un regreso al Legia de Varsovia y a hacerse cargo de la selección de Polonia. El 15 de abril de 2025, con el equipo en séptimo lugar tras tres derrotas consecutivas, fue despedido de su cargo.

#### Selección de Polonia
El 16 de julio de 2025, fue oficializado como entrenador de la selección de Polonia.

## Selección nacional
Urban jugó 57 partidos con la selección de Polonia a lo largo de seis años, anotando siete goles. Fue seleccionado para disputar la Copa Mundial de la FIFA 1986, participando en los cuatro partidos (tres de titular) que llevaron a la seleccionado a octavos de final.

### Participaciones internacionales
| Torneo                         | Sede   | Resultado |
| ------------------------------ | ------ | --------- |
| Copa Mundial de Fútbol de 1986 | México | 1/16      |

## Clubes

### Como jugador
| Club               | País     | Año       |
| ------------------ | -------- | --------- |
| Zagłębie Sosnowiec | Polonia  | 1981-1985 |
| Górnik Zabrze      | Polonia  | 1985-1989 |
| CA Osasuna         | España   | 1989-1994 |
| Real Valladolid    | España   | 1995      |
| CD Toledo          | España   | 1995-1996 |
| VfB Oldenburg      | Alemania | 1996-1997 |
| Górnik Zabrze      | Polonia  | 1998      |

### Como entrenador
| Club                            | País    | Año       |
| ------------------------------- | ------- | --------- |
| CA Osasuna B                    | España  | 2003-2005 |
| CA Osasuna (secretaría técnica) | España  | 2005-2007 |
| Legia de Varsovia               | Polonia | 2007-2010 |
| Polonia Bytom                   | Polonia | 2010      |
| Zagłębie Lubin                  | Polonia | 2011      |
| Legia de Varsovia               | Polonia | 2012-2013 |
| CA Osasuna                      | España  | 2014-2015 |
| Lech Poznań                     | Polonia | 2015-2016 |
| Śląsk Wrocław                   | Polonia | 2017-2018 |
| Górnik Zabrze                   | Polonia | 2021-2025 |
| Selección de Polonia            | Polonia | 2025-Act. |

## Palmarés

### Como jugador

#### Campeonatos nacionales
| Título               | Club          | País    | Año     |
| -------------------- | ------------- | ------- | ------- |
| Ekstraklasa          | Górnik Zabrze | Polonia | 1985-86 |
| Ekstraklasa          | Górnik Zabrze | Polonia | 1986-87 |
| Ekstraklasa          | Górnik Zabrze | Polonia | 1987-88 |
| Supercopa de Polonia | Górnik Zabrze | Polonia | 1988    |

### Como entrenador

#### Campeonatos nacionales
| Título               | Club              | País    | Año     |
| -------------------- | ----------------- | ------- | ------- |
| Copa de Polonia      | Legia de Varsovia | Polonia | 2007-08 |
| Supercopa de Polonia | Legia de Varsovia | Polonia | 2008    |
| Ekstraklasa          | Legia de Varsovia | Polonia | 2012-13 |
| Copa de Polonia      | Legia de Varsovia | Polonia | 2012-13 |
| Supercopa de Polonia | Lech Poznań       | Polonia | 2016    |